# 余店乡
余店乡是中国河南省新蔡县下辖的一个乡。

## 行政区划
余店乡下辖：余店村、东王庄村、后李庄村、郭店村、汪田庄村、胡营村、二宋庄村、张桥村、姜庙村、八里岗村、黄围孜村、大王庄村、余围孜村、韩店村、赵庄村、港南村、马港村、王港村、顺河店村、黄湾村。